# Świętokradztwo
Świętokradztwo – termin religijny, który określa znieważenie miejsca, przedmiotu, osoby poświęconej Bogu lub innych rzeczy związanych z religią.

## Katolicyzm
Świętokradztwo w rozumieniu teologii katolickiej definiuje Katechizm Kościoła Katolickiego w punkcie 2120: „Świętokradztwo polega na profanowaniu lub niegodnym traktowaniu sakramentów i innych czynności liturgicznych, jak również osób, rzeczy i miejsc poświęconych Bogu”.
Kan. 916 KPK pozwala w szczególnym przypadku na przystąpienie do Komunii Świętej bez uprzedniego odpuszczenia grzechów ciężkich w sakramencie pokuty. Takie przyjęcie Eucharystii nie będzie uważane za świętokradzkie.
Świętokradztwo popełnione przeciw Eucharystii jest grzechem ciężkim, ponieważ jest w niej obecny Chrystus.
Zgodnie z kan. 1382 § 1 KPK znieważenie postaci eucharystycznych poprzez: porzucenie albo zabieranie lub też przechowywanie w celu świętokradczym wiąże się z ekskomuniką latae sententiae

## Prawo świeckie
Świętokradztwo może być czynem podlegającym karze także w świetle prawa świeckiego. Dla przykładu w polskim kodeksie karnym świętokradztwu niejako odpowiada występek obrazy uczuć religijnych, który jest zagrożony karą grzywny, ograniczenia wolności albo pozbawienia wolności do 2 lat. Zobacz: obraza uczuć religijnych.